# Rio Betegosul
O Rio Betegosul é um rio da Romênia afluente do Rio Zăbala, localizado no distrito de Vrancea.